# Céroféraire

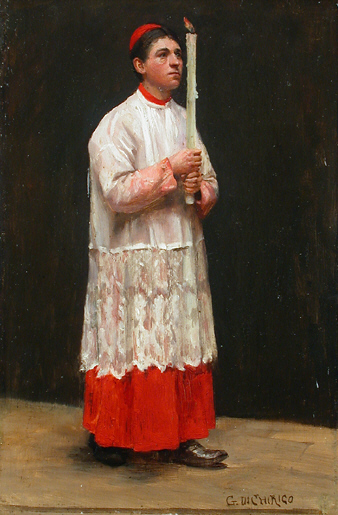
Céroféraire, tableau de Giacomo Di Chirico (1844-1883).

Le céroféraire (du latin cereus et fero, littéralement porte-cierge), appelé aussi porte-flamberge, est dans la liturgie catholique un servant d'autel qui porte une torchère, un chandelier ou un simple cierge allumé vers l'extérieur, c'est-à-dire dirigé vers les fidèles. En général, ce sont deux acolytes qui portent le cierge et participent à différents rituels de la messe mais leur nombre souvent pair et leur degré hiérarchique varient en fonction de la solennité de la cérémonie et des habitudes liturgiques de la paroisse.
Parfois les céroféraires désignent plus spécifiquement ceux qui portent les cierges nus (dits traditionnellement « flambeaux ») ou éventuellement placés sur un manche (hampe pouvant reposant à terre les cierges parfois protégés par des verres) au moment de la liturgie de la Parole ou à partir du Sanctus de la prière eucharistique. Les enfants de chœur qui portent les cierges de procession (cierges sur chandelier par la suite incorporés à l'autel ou posés sur la crédence) ne sont pas des céroféraires mais des porte-cierges qui constituent avec le cruciféraire les acolytes qui portent la parure de l’autel (croix et chandeliers).
Le céroféraire se distingue du porte-lumignon, jeune enfant de chœur au cordon blanc (en) assurant le service des lumignons.

## Rôles principaux
Les céroféraires préparent leurs cierges à partir d'un flambeau ou d'un chandelier. Symbolisant la lumière apportée par le Christ, ils ouvrent les processions, précédés ou suivis du thuriféraire, encadrant ou suivant le cruciféraire. À la fin de cette liturgie de l'ouverture, ils placent leurs cierges dans le porte-cierges au pied de l’autel. Ils entourent le diacre ou le prêtre au pied de l'ambon, au moment de la liturgie de la Parole et éclairent alors l'évangéliaire.
Lors de la liturgie eucharistique, ils se rendent au tabernacle pour accompagner le Saint-Sacrement, se disposent à genoux au bas de l’autel puis se relèvent après la doxologie. Lors de la communion, ils se présentent à l’autel en premier pour recevoir le corps du Christ. Ils encadrent le diacre ou prêtre qui distribuent la communion aux fidèles. Leur rôle pendant la liturgie d'envoi diffère peu de la liturgie d’accueil, ils se placent dans la procession sans leurs cierges, saluent au fond de l’église la croix que le cruciféraire a retournée pour leur présenter et encadrent la porte par laquelle sortent les fidèles.

## Galerie

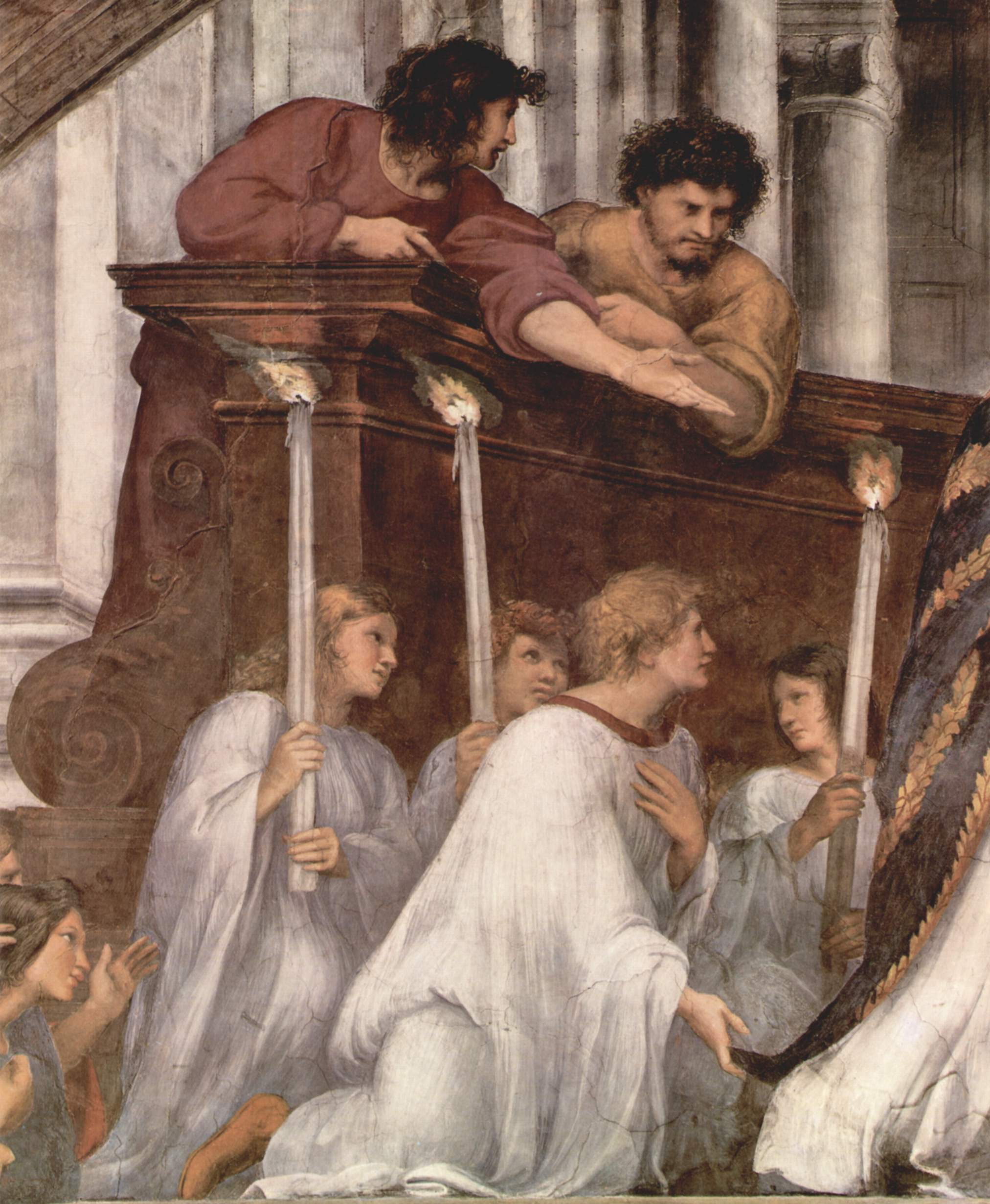
Céroféraires dans La Messe de Bolsena, fresque de Raphaël, 1514.
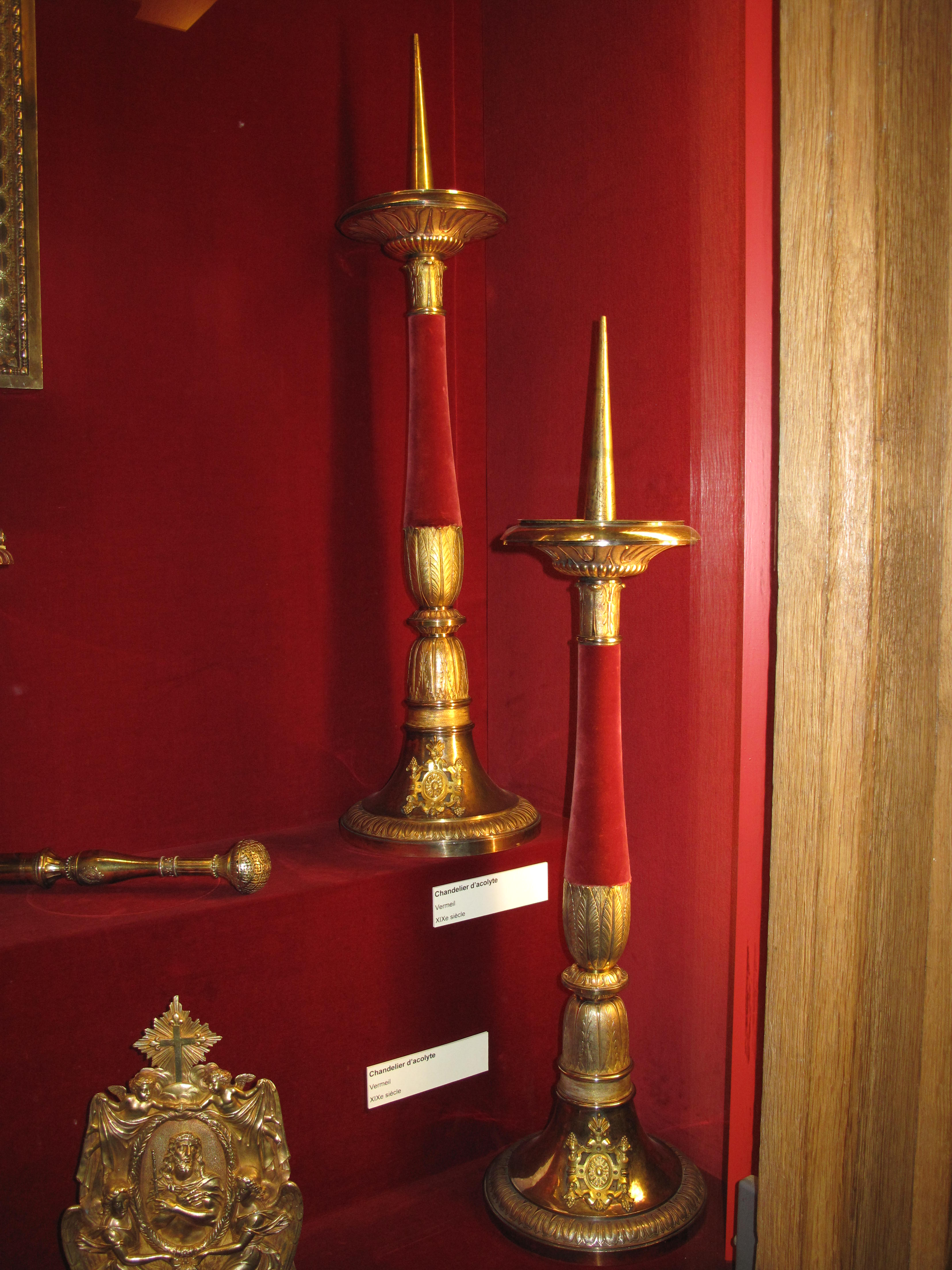
Chandeliers utilisé par des céroféraires ou des acolytes.
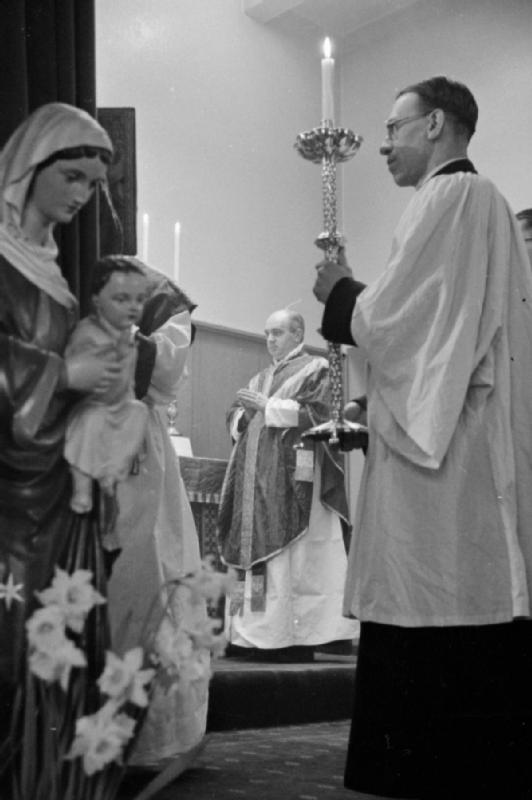
Céroféraire avec son porte-cierge.
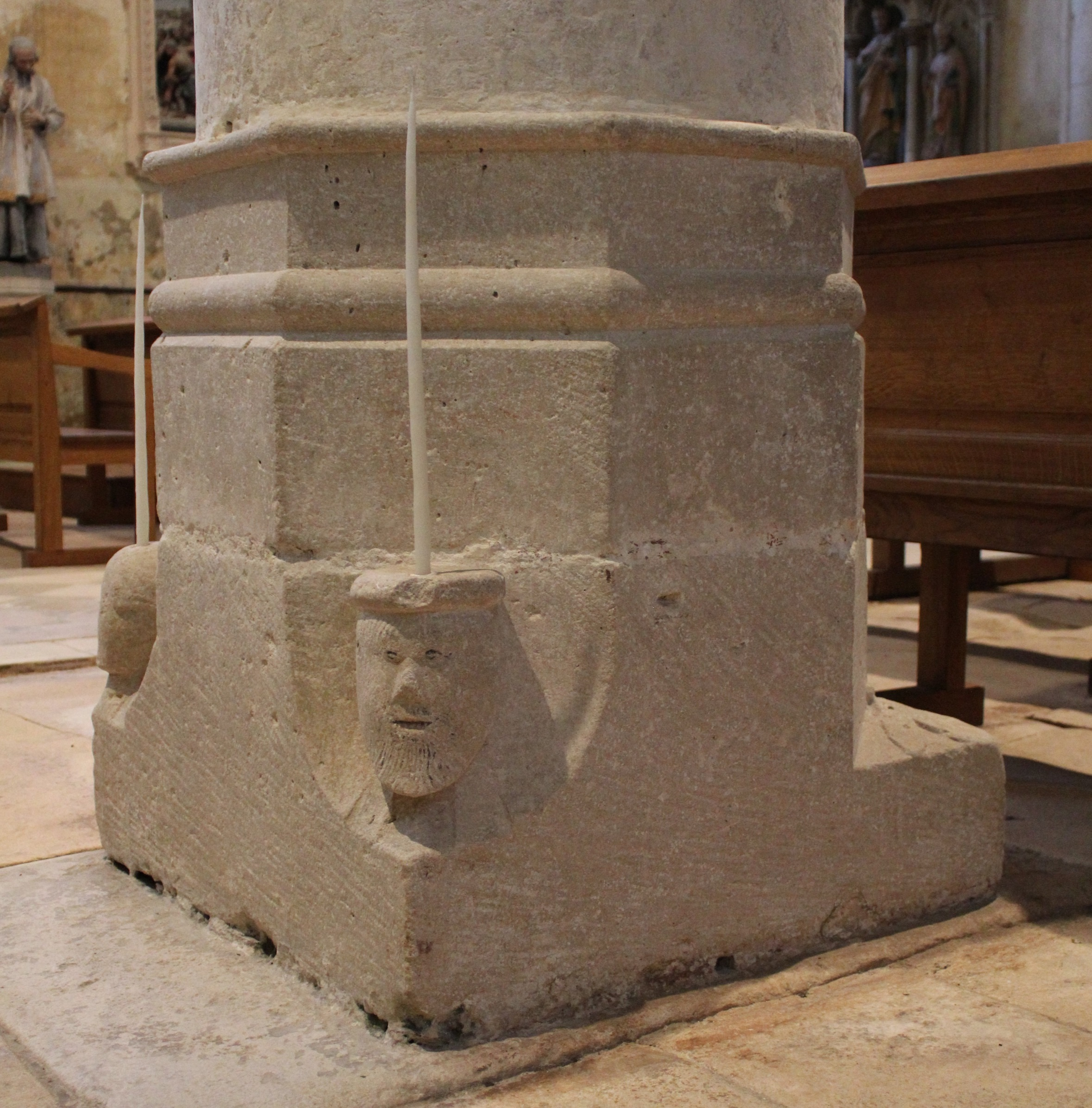
Figures céroféraires de la fin du XVe siècle à Creuë.
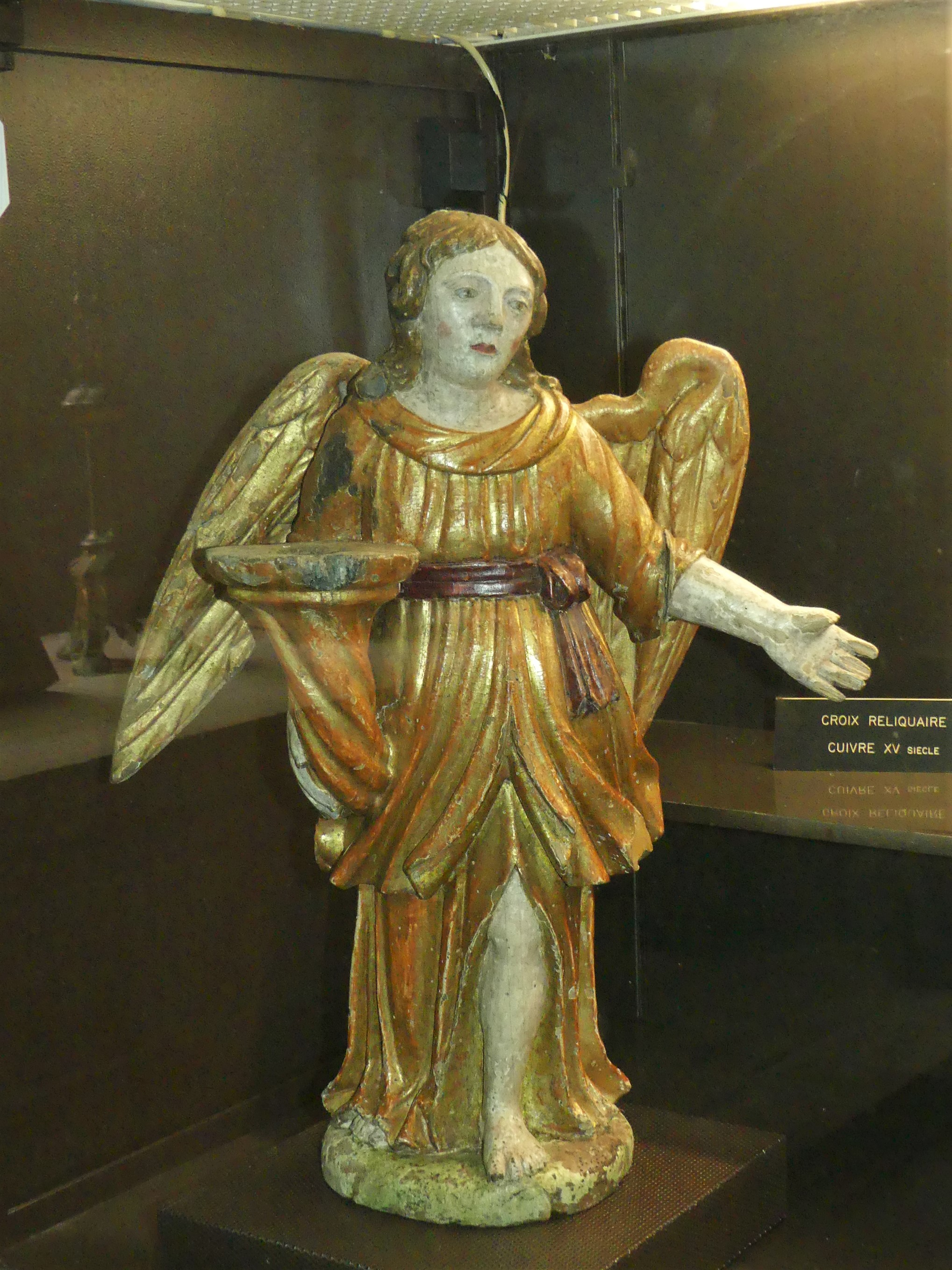
Statue représentant un ange céroféraire (abbaye de Moutier-d'Ahun).